# Watervliet
Watervliet é uma cidade do estado norte-americano de Nova Iorque, no Condado de Albany. A cidade está ao norte de Albany, a capital do estado, e é limitada ao norte, ao oeste, e ao sul pela vila de Colonie. Watervliet também é conhecida como "a cidade do Arsenal".

## Geografia
De acordo com o United States Census Bureau, a cidade tem uma área de 4 km², onde 3,5 km² estão cobertos por terra e 0,5 km² por água.

## Demografia
Segundo o censo nacional de 2010, a sua população é de 10 254 habitantes, e sua densidade populacional é de 2 904 hab/km².

## Galeria

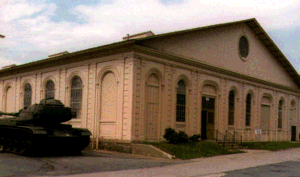
Histórico Iron Building na Watervliet Arsenal.
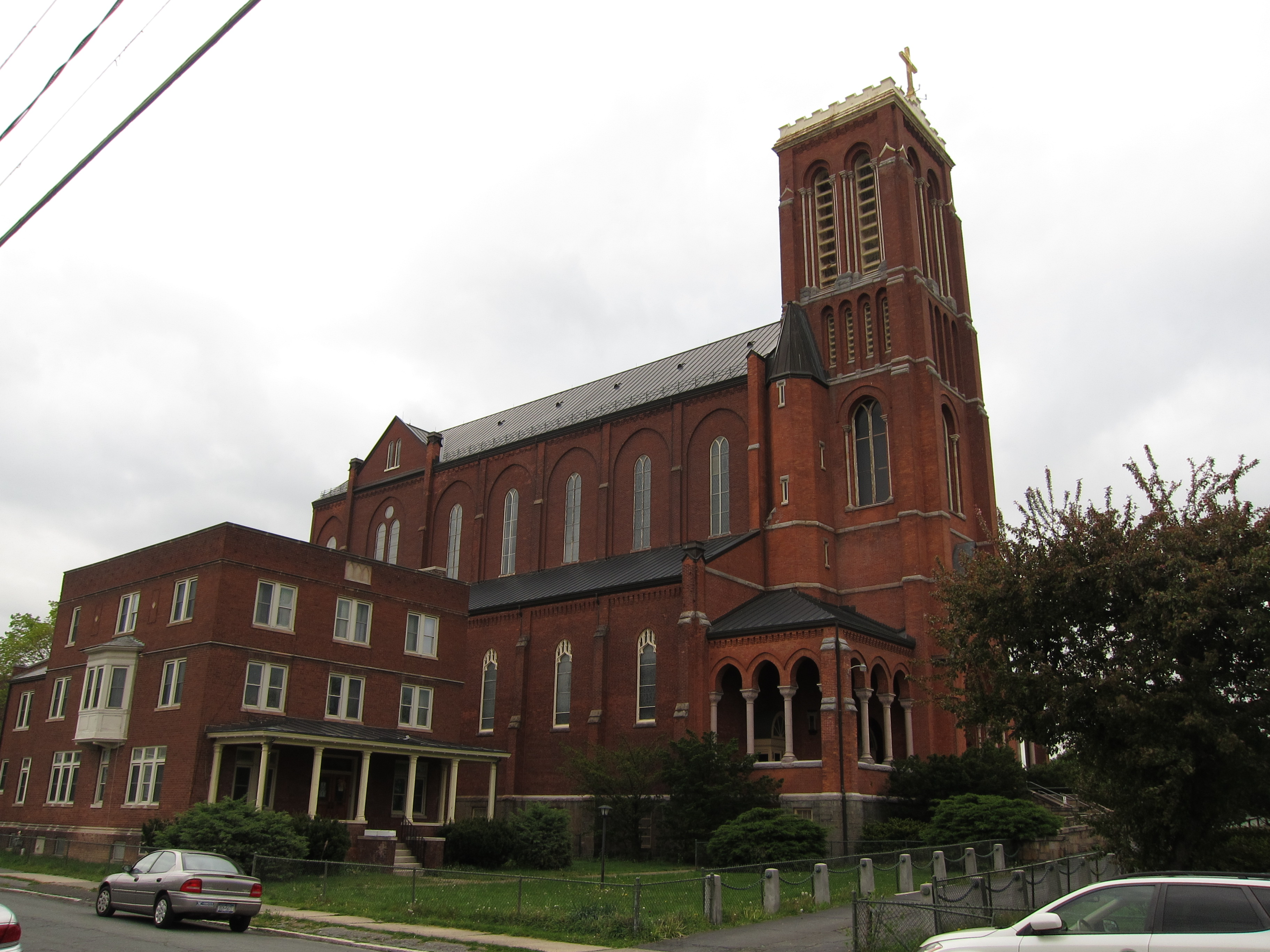
St. Patrick Church, em 2012.